# 스웨덴-노르웨이
스웨덴-노르웨이(스웨덴어: Svensk-norska unionen, 노르웨이어: Den svensk-norske union), 공식적으로 스웨덴-노르웨이 연합왕국 그리고 연합왕국으로 알려진 왕국은 1814년부터 1905년 평화적으로 해산될 때까지 지속된 공통군주와 공동외교정책에 따라 스웨덴과 노르웨이의 분리된 왕국이 개별적으로 결합한 국가이다.

## 성립의 배경
1805년, 스웨덴의 국왕 구스타브 4세는 그의 개인적인 반(反)자코뱅주의를 이유로 대프랑스 동맹에 가담했다. 1807년, 틸지트 조약으로 나폴레옹의 프랑스와 러시아가 제휴하자 러시아의 공격을 받을 것이 분명해져 국내의 우려가 높아지는데도 구스타브 4세는 그의 모험주의적 외교노선을 바꾸지 않았다. 마침내 1809년, 프랑스의 동맹국 덴마크도 스웨덴에 선전포고함으로써 스웨덴은 완전히 고립되었고, 핀란드를 러시아에 탈취당했다. 곧이은 쿠데타로 구스타브 4세는 망명하고 카를 요한, 후의 스웨덴-노르웨이 연합왕국의 국왕 카를 14세가 섭정 겸 왕세자가 되어 전권을 장악했다.
무언가를 성취해야 한다는 열망에 사로잡힌 새로운 왕세자 카를 14세는 프랑스의 편에 서서 러시아를 상대로 핀란드를 되찾을 것인지, 영국의 편에 서서 덴마크를 상대로 노르웨이를 빼앗을 것인지를 신중히 저울질했다. 1812년 1월, 나폴레옹이 돌연 스웨덴령 포메른을 점령한 사건은 이 고민의 결론을 냈다. 같은 해 4월, 카를 14세는 러시아와 동맹을 맺었고, 1813년 3월에는 전쟁 보조금까지 받기로 하고 영국과 동맹했다. 4월에는 프로이센과 동맹하여 덴마크 포위망은 완성되었다.

## 동군연합의 성립
서둘러 나폴레옹 전쟁에 참전하기를 요구한 동맹국들의 압력으로 카를 14세는 독자적인 덴마크 공격을 잠시 미룰 수밖에 없었다. 스웨덴군은 1813년 5월, 북독일에 상륙했으나 덴마크 공격을 위한 전력을 온존하고자 했던 카를 14세의 교활한 후방 위치 전략으로 나폴레옹군과의 싸움은 프로이센군이 혼자서 떠맡게 되었다.
1813년 10월의 라이프치히 전투의 승리로 나폴레옹의 몰락이 자명해지자, 카를 14세는 더 늦기 전에 전리품을 확보하기 위해 방향을 돌려 급거 덴마크로 쳐들어갔다. 덴마크군을 대파한 카를 14세는 덴마크의 국왕 프레데리크 6세를 강요해 킬 조약을 성립시켰다. 이로써 그의 스웨덴은 노르웨이를 손에 넣었다.
1814년 5월, 노르웨이의 의회는 자유주의적 헌법인 노르웨이 헌법 채택을 의결하고 킬 조약을 거부했다. 이와 같은
노르웨이의 행보에 대항하여 카를 14세는 노르웨이를 원정했다. 노르웨이의 의회와 카를 14세는 타협에 이르러 모스 협정을 이뤄냈다. 이 협정은 노르웨이는 독자적인 자유주의적 헌법을 가지되 국왕으로 카를 14세를 옹립하고 스웨덴과 동군연합을 이룬다는 내용으로 되어 있었다. 모스 협정의 결과 크리스티안 프레데리크를 군주로 하는 노르웨이 왕국은 해체되고 스웨덴-노르웨이 연합왕국이 성립되었다.
빈 회의에서 스웨덴-노르웨이 연합왕국은 승인되었다.

## 연합왕국의 해체
1905년, 노르웨이에서 독립의 움직임이 강하게 일어났다. 이를 저지할 수 없음을 알게 된 연합왕국의 국왕 오스카르 2세는 노르웨이의 왕권을 포기했다. 노르웨이 의회는 덴마크 국왕의 차남 카를 공을 군주로 선출하여 호콘 7세로 추대함으로써 독립된 군주국을 수립했다.

## 같이 보기
- 구스타프 4세
- 카를 14세
- 나폴레옹 전쟁
- 노르웨이 왕국 (1814년)
- 킬 조약
- 모스 협정
- 빈 회의